# Albert Ellmenreich (Journalist)

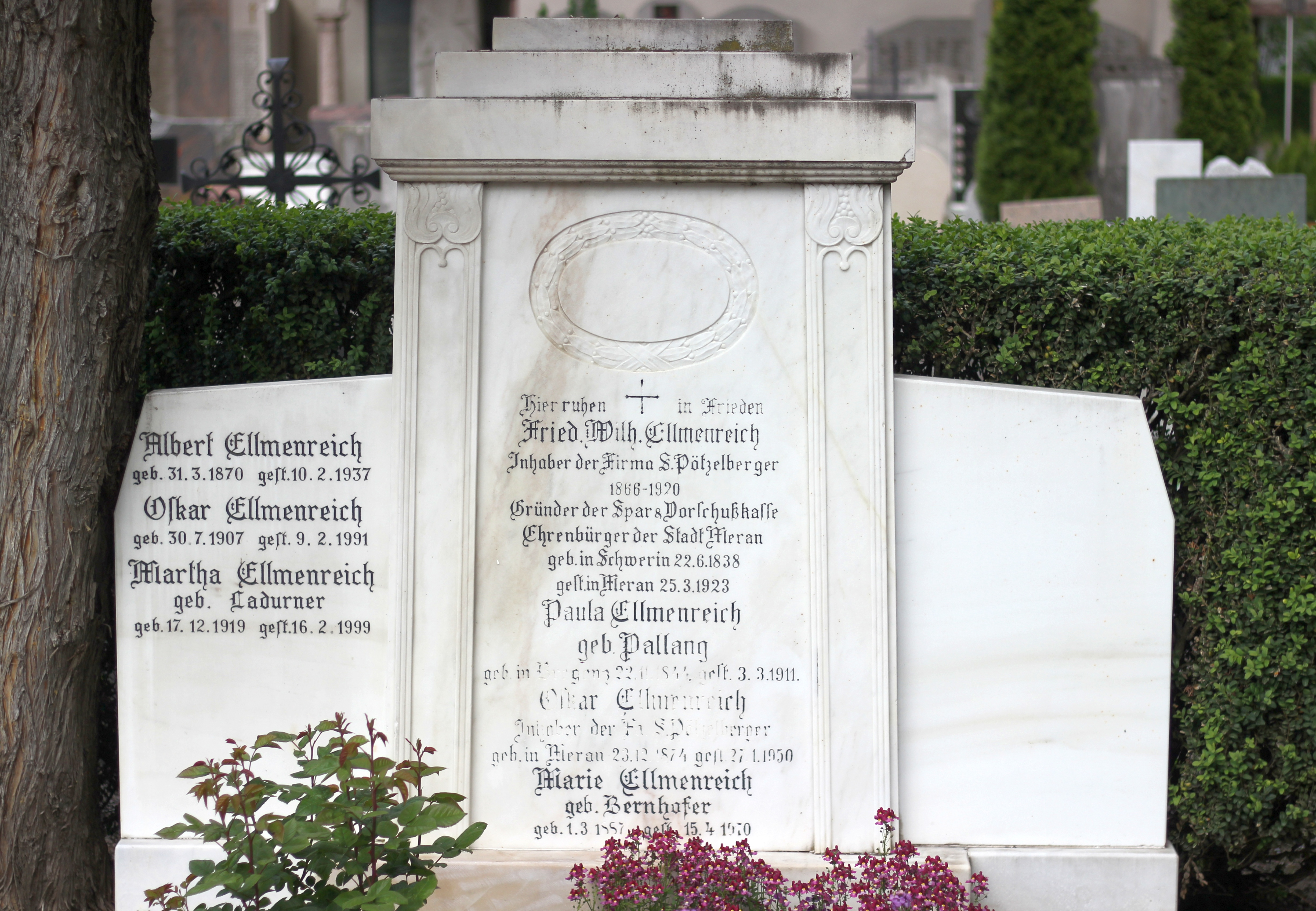
Grab der Familie Ellmenreich

Albert Ellmenreich (* 31. März 1870 in Meran; † 10. Februar 1937 ebenda) war ein aus Südtirol stammender österreichischer bzw. italienischer Journalist und Fotograf.

## Leben und Wirken

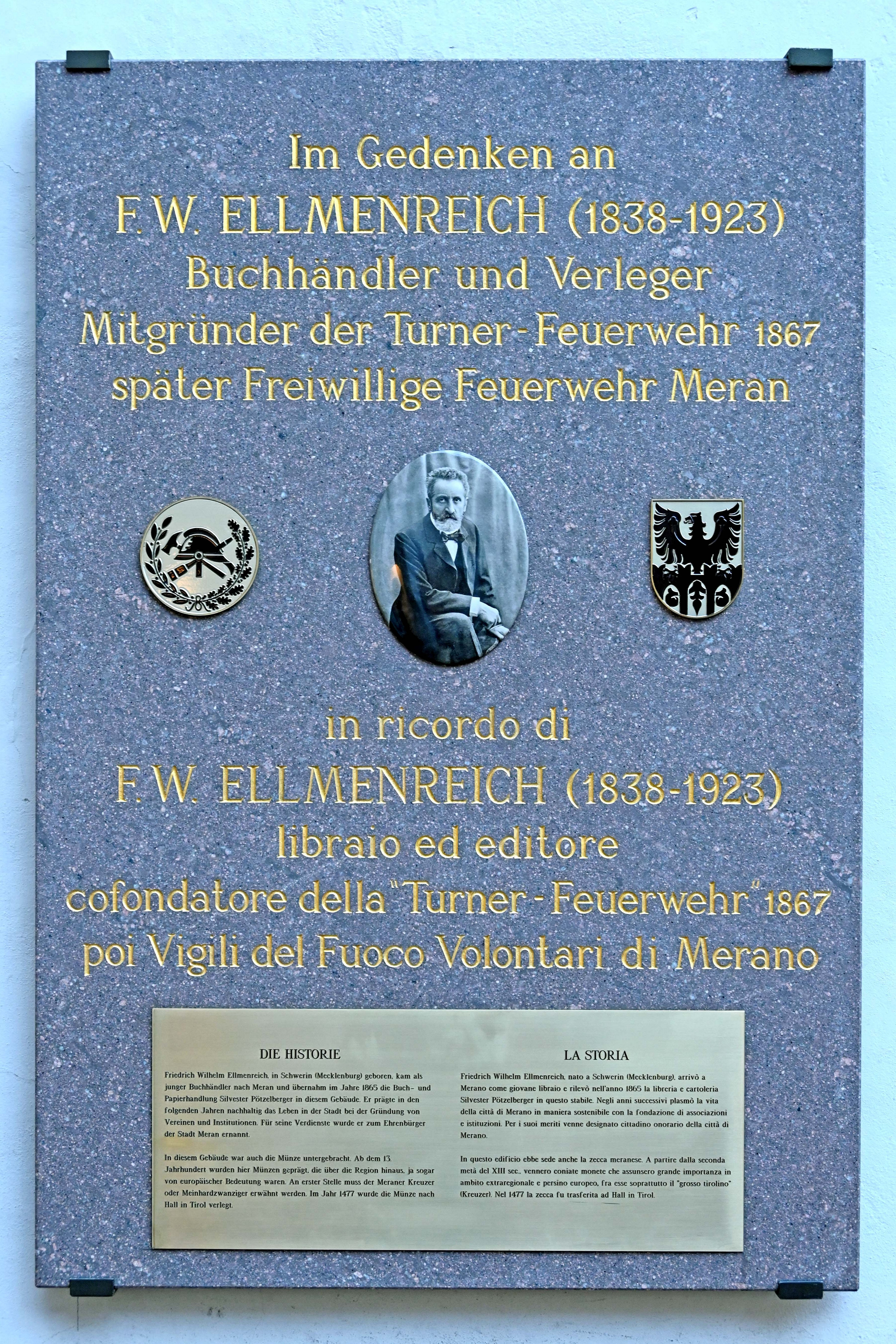
Meran, Gedenktafel, Friedrich Wilhelm Ellmenreich

Er wurde als ehelicher Sohn des aus Schwerin gebürtigen und in Meran sesshaften Geschäftsmannes Friedrich Wilhelm Ellmenreich (1838–1923) und der aus Bregenz zugezogenen Paula Pallang (1844–1911) geboren und war der ältere Bruder von Oskar Ellmenreich (1907–1991).
Nach dem Besuch des örtlichen Gymnasiums erlernte er das Handwerk in der elterlichen Buchhandlung und Druckerei S. Pötzelberger am Meraner Pfarrplatz, die später sein jüngerer Bruder Oskar nach dem Tod des Vaters übernehmen sollte. Außerdem war er als Volontär der Meraner Zeitung tätig, als deren Chefredakteur er ab 1896 fungierte und in seinen zahlreichen Artikeln durchwegs eine patriotisch-deutschnationale Orientierung bekundete.
Nach der italienischen Annexion Südtirols in den Jahren 1919/20 versuchte sich Ellmenreich neu zu orientieren und sich mit den italienischen Machthabern zu arrangieren. Als die Meraner Zeitung wie fast das gesamte deutsche Pressewesen Südtirols von der faschistischen Regierung geschlossen wurde, wirkte er von 1926 bis zu seinem Tod 1937 als Meraner Redakteur der Alpenzeitung, der offiziösen Tageszeitung der örtlichen Faschistischen Partei Italiens. Seit Mitte der 1930er Jahre richtete sich Albert Ellmenreich, so wie sein Bruder Oskar, verstärkt auf den Nationalsozialismus aus.
Ellmenreich hinterließ sieben Fotoalben mit rund 1200 Ablichtungen, Karten und Zeichnungen, 2080 Fotoplatten aus der Zeit von 1915 bis 1937 und fünf Bände Kriegschronik und Tagebücher von 1916–1919, die allesamt vom Stadtarchiv Meran verwahrt werden.
Sein Grab befindet sich am Zentralfriedhof Meran, wo er in der Familiengrablege Ellmenreich bestattet ist.

## Publikationen
- Das Meraner Stadttheater. Beilage zur Meraner Zeitung, Nr. 144 vom 2. Dezember 1900. Meran: S. Pötzelberger 1900. (online)
- Aus Merans aufregendsten Kriegstagen. In: Meraner Hauskalender 1919, S. 49–61.
- Zu Friedrich Wasmanns 50. Todestag. in: Alpenzeitung, Ausgabe vom 12. Mai 1936, S. 4 (Digitalisat).
- Und es erstand das neue Meraner Rathaus…. In: Meraner Jahrbuch 1937. Athesia, Bozen-Meran 1937, S. 61–69.